# Sân bay Île d'Yeu
Sân bay Île d'Yeu hay Aérodrome d'Ile d'Yeu - Grand Phare (IATA: IDY, ICAO: LFEY) là một sân bay có cự ly 3,5 km về phía đông Port-Joinville trên đảo Île d'Yeu, một thị trấn thuộc Vendée tỉnh trong vùng Pays de la Loire của nước Pháp.

## Hãng hàng không và tuyến bay
| Hãng hàng không   | Các điểm đến |
| ----------------- | ------------ |
| Atlantic Air Lift | Nantes       |